# Álex Vallejo
Alexander Vallejo Mínguez, detto Álex (Vitoria, 16 gennaio 1992), è un calciatore spagnolo, centrocampista del Diósgyőr.

## Carriera
Il 5 agosto 2019 firma con il Fuenlabrada. Viene impiegato raramente nella prima parte di stagione, 11 presenze tra campionato e coppa, così il 31 gennaio 2020 rescinde il contratto con la società spagnola.
Il 18 ottobre 2020 passa all'Huddersfield Town. Il 12 agosto esordisce con la squadra inglese subentrando nei minuti finali nel match contro lo Sheffield Weds.

## Statistiche

### Presenze e reti nei club
Statistiche aggiornate al 1º marzo 2021.
| Stagione         | Squadra           | Campionato       | Campionato | Campionato | Coppe nazionali | Coppe nazionali | Coppe nazionali | Coppe continentali | Coppe continentali | Coppe continentali | Altre coppe | Altre coppe | Altre coppe | Totale | Totale | Totale |
| Stagione         | Squadra           | Comp             | Pres       | Reti       | Comp            | Pres            | Reti            | Comp               | Pres               | Reti               | Comp        | Pres        | Reti        | Pres   | Reti   |        |
| ---------------- | ----------------- | ---------------- | ---------- | ---------- | --------------- | --------------- | --------------- | ------------------ | ------------------ | ------------------ | ----------- | ----------- | ----------- | ------ | ------ | ------ |
| ago.-dic. 2011   | Alavés            | SDB              | 1          | 0          |                 | -               | -               |                    | -                  | -                  |             | -           | -           | 1      | 0      |        |
| gen.-giu. 2012   | Sestao River      | SDB              | 7          | 0          |                 | -               | -               |                    | -                  | -                  |             | -           | -           | 7      | 0      |        |
| 2012-2013        | Maiorca B         | SDB              | 36         | 1          |                 | -               | -               |                    | -                  | -                  |             | -           | -           | 36     | 1      |        |
| 2013-2014        | Maiorca           | SD               | 6          | 0          |                 | -               | -               |                    | -                  | -                  |             | -           | -           | 6      | 0      |        |
| ago.-dic. 2014   | Maiorca           | SD               | 4          | 1          | CR              | 1               | 0               |                    | -                  | -                  |             | -           | -           | 5      | 1      |        |
| gen.-giu. 2015   | Maiorca B         | SDB              | 9          | 0          |                 | -               | -               |                    | -                  | -                  |             | -           | -           | 9      | 0      |        |
| Totale Maiorca B | Totale Maiorca B  | Totale Maiorca B | 45         | 1          |                 | -               | -               |                    | -                  | -                  |             | -           | -           | 45     | 1      |        |
| 2016-2017        | Maiorca           | SD               | 13         | 0          | CR              | 0               | 0               |                    | -                  | -                  |             | -           | -           | 13     | 0      |        |
| Totale Maiorca   | Totale Maiorca    | Totale Maiorca   | 23         | 1          |                 | 1               | 0               |                    | -                  | -                  |             | -           | -           | 24     | 1      |        |
| 2017-2018        | Córdoba           | SD               | 18         | 0          | CR              | 2               | 0               |                    | -                  | -                  |             | -           | -           | 20     | 0      |        |
| 2018-2019        | Córdoba           | SD               | 28         | 0          | CR              | 1               | 0               |                    | -                  | -                  |             | -           | -           | 29     | 0      |        |
| Totale Cordoba   | Totale Cordoba    | Totale Cordoba   | 46         | 0          |                 | 3               | 0               |                    | -                  | -                  |             | -           | -           | 49     | 0      |        |
| 2019-2020        | Fuenlabrada       | SD               | 10         | 0          | CR              | 1               | 0               |                    | -                  | -                  |             | -           | -           | 11     | 0      |        |
| 2020-2021        | Huddersfield Town | FLC              | 12         | 0          | FACup+CdL       | 1+0             | 0               |                    | -                  | -                  |             | -           | -           | 13     | 0      |        |
| Totale carriera  | Totale carriera   | Totale carriera  | 144        | 2          |                 | 6               | 0               |                    | -                  | -                  |             | -           | -           | 150    | 2      |        |